# Na Nova
Na Nova ou, selon sa dénomination complète, le village talayotique de na Nova, est un site archéologique situé sur la commune de Santanyí, sur l'île de Majorque, dans l'archipel des Baléares, en Espagne.

## Historique
Les premières interventions sur ce site talayotique ont eu lieu entre 2016 et 2017, sous la direction de l'archéologue Beatriz Palomar Puebla. Elles ont consisté principalement à débroussailler le site, complètement envahi par une végétation qui contribuait à sa dégradation. En 2019 et 2020, le retrait d'une partie des pierres qui comblaient le talayot et les structures adjacentes a permis d'engager des travaux de fouille.
Le site a été déclaré bien d'intérêt culturel en 1966 sous la dénomination d'ensemble préhistorique de So NŽamer (référence 51-0002799).

## Description
Le village occupe une surface approximative de 1 300 m2, sur un plateau situé à 50 m d'altitude.

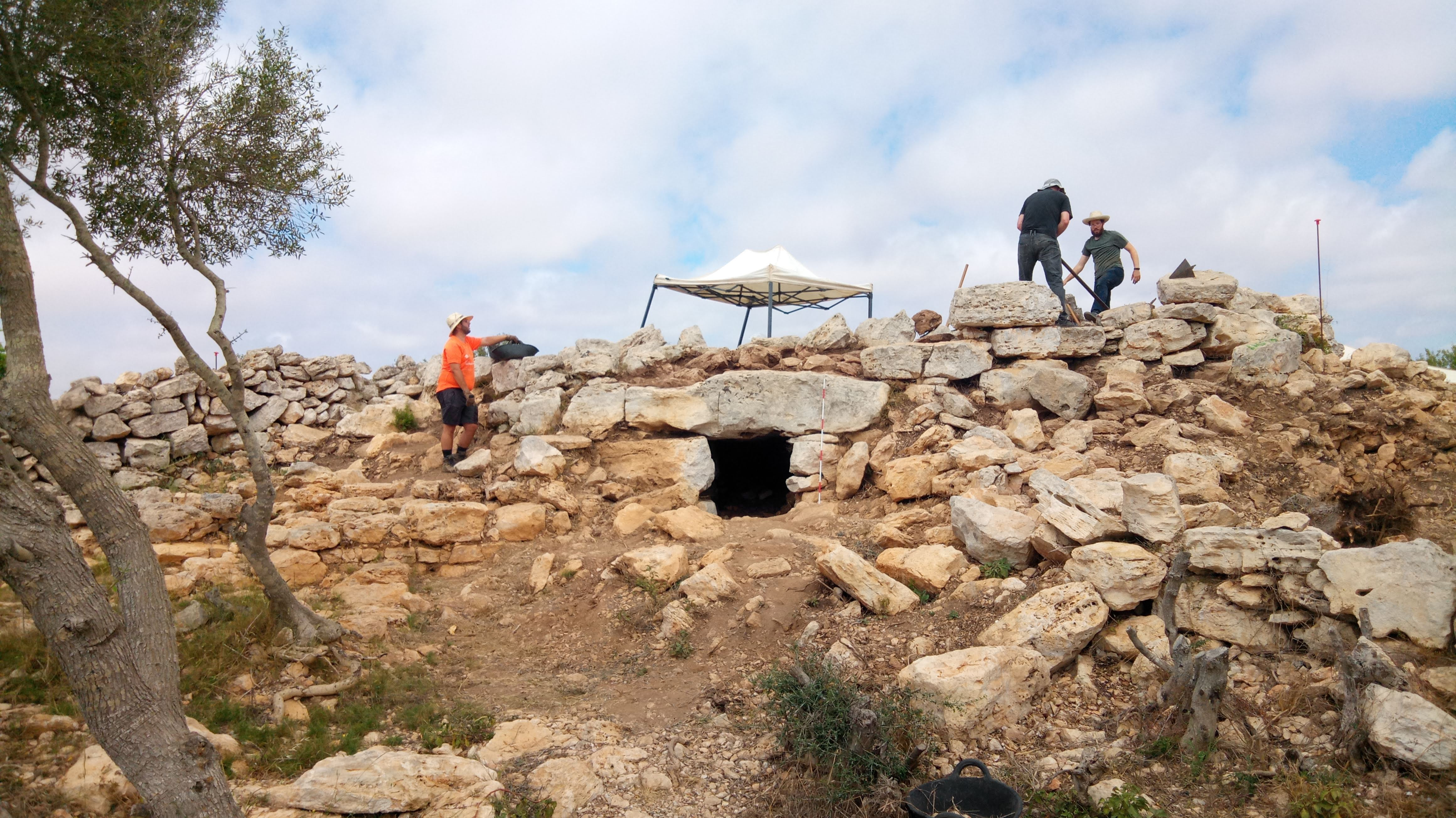
Porte du talayot.

Le talayot est de forme circulaire. Il mesure 10 m de diamètre extérieur (6 m de diamètre intérieur) et plus de 2 m de hauteur au point actuel le plus élevé. L'intérieur du talayot est encore rempli de pierres, mais on peut distinguer clairement les murs intérieurs et extérieurs, ainsi qu'une colonne polylithique centrale. La porte, orientée vers le sud-est, est très bien conservée.
L'architecture du talayot est caractéristique des talayots majorquins et elle présente des similitudes avec celle de plusieurs autres talayots de l'île (Son Fornés, Son Fred, Sa Clova des Xot, Talaies de Can Jordi).
Dans une publication de 1929, Joan Parera mentionne l'existence d'un second talayot, de forme irrégulière, de 2 m de hauteur, dont il n'existe aujourd'hui aucune trace et qui ne figure pas sur les relevés planimétriques de Mascaró i Aguiló datés de 1969.
Plusieurs bâtiments très ruinés et des murs en appareil cyclopéen, pouvant correspondre à des habitations, sont visibles à l'est du talayot. Ils sont partiellement ensevelis et leur nature est difficilement appréciable.